# Okres Piešťany
Piešťany is een district (Slowaaks: okres) in de Slowaakse regio Trnava. De hoofdstad is Piešťany. Het district bestaat uit 2 steden (Slowaaks: mesto) en 25 gemeenten (Slowaaks: obec).

## Steden
- Piešťany
- Vrbové

## Lijst van gemeenten
| - Banka - Bašovce - Borovce - Dolný Lopašov - Drahovce - Dubovany - Ducové - Hubina - Chtelnica | - Kočín-Lančár - Krakovany - Moravany nad Váhom - Nižná - Ostrov - Pečeňady - Prašník - Rakovice - Ratnovce | - Sokolovce - Šípkové - Šterusy - Trebatice - Veľké Kostoľany - Veľké Orvište - Veselé |

Okres Dunajská Streda · Okres Galanta · Okres Hlohovec · Okres Piešťany · Okres Senica · Okres Skalica · Okres Trnava